# Sorex planiceps
Sorex planiceps es una especie de musaraña de la familia soricidae.

## Distribución geográfica
Se encuentra en India y Pakistán.